# (7349) Ernestmaes
(7349) Ernestmaes (1993 QK4) – planetoida z pasa głównego asteroid okrążająca Słońce w ciągu 4,39 lat w średniej odległości 2,68 j.a. Odkryta 18 sierpnia 1993 roku.